# Saint-Antonin-sur-Bayon
Pour les articles homonymes, voir Saint-Antonin.
Saint-Antonin-sur-Bayon est une commune française, située dans le département des Bouches-du-Rhône en région Provence-Alpes-Côte d'Azur.
Elle est la commune la moins peuplée de la Métropole d'Aix-Marseille-Provence et du département. 

## Géographie

### Situation
Saint-Antonin-sur-Bayon se situe au pied du versant sud de la montagne Sainte-Victoire, à quelques kilomètres d'Aix-en-Provence. Dominé par la paroi abrupte de la montagne, le village est posé sur un petit plateau entouré de crêtes et vallons. Saint-Antonin est traversée d'est en ouest par un cours d'eau dénommé le Bayon.

La montagne Sainte-Victoire depuis Sainte-Antonin-sur-Bayon
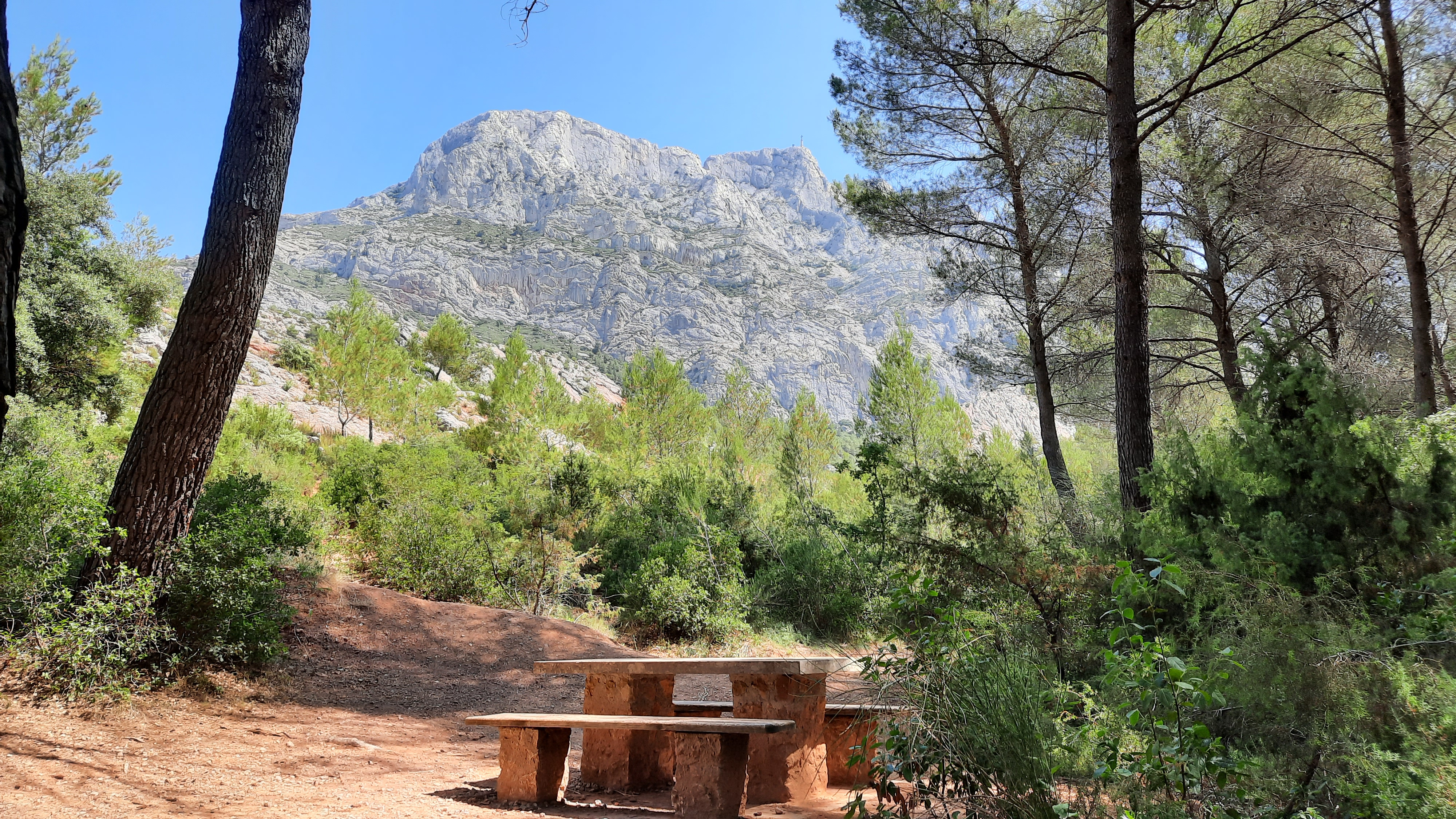
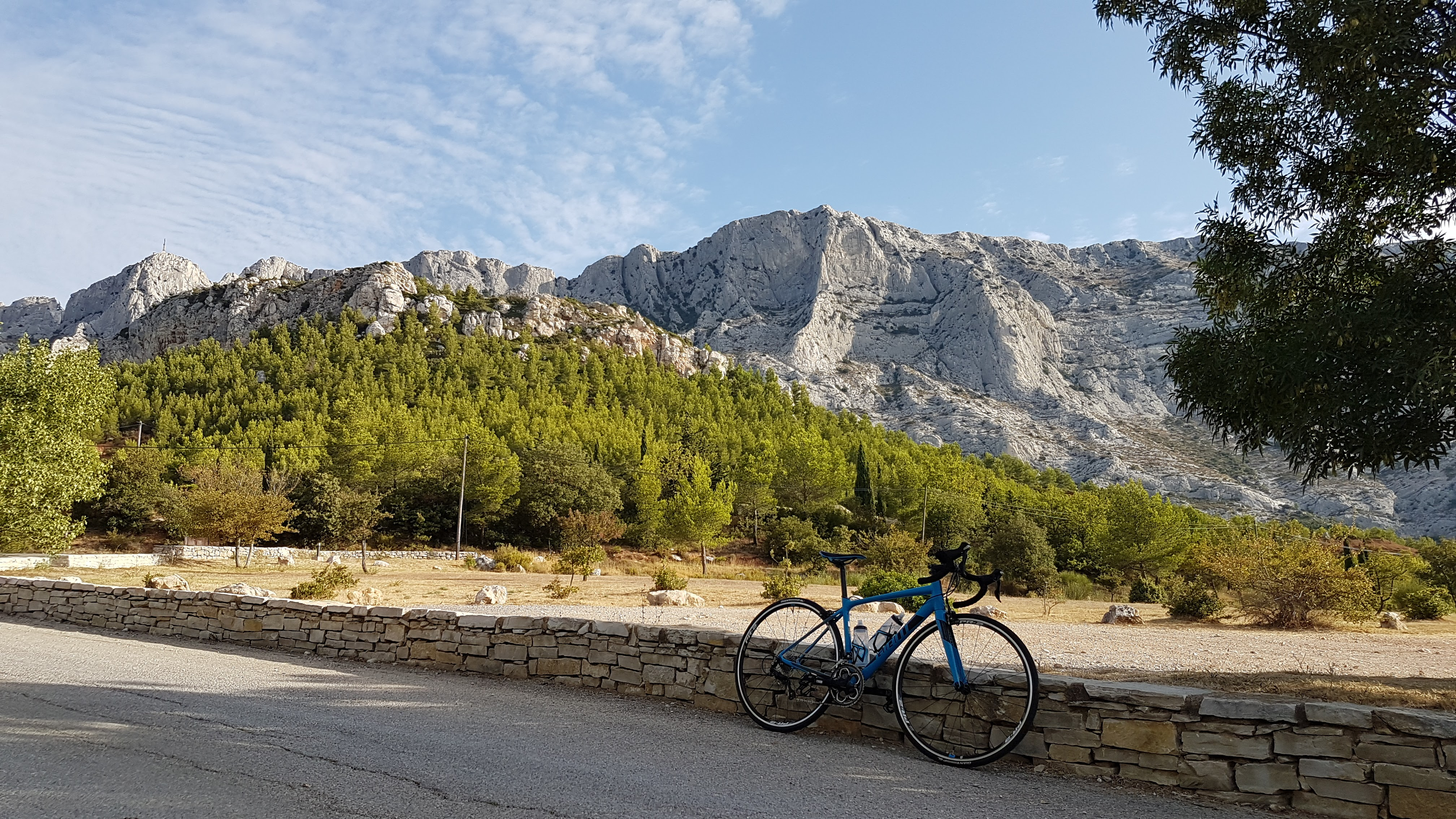

### Communes limitrophes
| Beaurecueil | Vauvenargues            | Puyloubier |
| Beaurecueil | Saint-Antonin-sur-Bayon | Puyloubier |
| Beaurecueil | Châteauneuf-le-Rouge    | Rousset    |

### Climat
Pour des articles plus généraux, voir Climat de Provence-Alpes-Côte d'Azur et Climat des Bouches-du-Rhône.
En 2010, le climat de la commune est de type climat méditerranéen franc, selon une étude du Centre national de la recherche scientifique s'appuyant sur une série de données couvrant la période 1971-2000. En 2020, Météo-France publie une typologie des climats de la France métropolitaine dans laquelle la commune est exposée à un climat méditerranéen et est dans la région climatique Provence, Languedoc-Roussillon, caractérisée par une pluviométrie faible en été, un très bon ensoleillement (2 600 h/an), un été chaud (21,5 °C), un air très sec en été, sec en toutes saisons, des vents forts (fréquence de 40 à 50 % de vents > 5 m/s) et peu de brouillards.
Pour la période 1971-2000, la température annuelle moyenne est de 12,8 °C, avec une amplitude thermique annuelle de 16,4 °C. Le cumul annuel moyen de précipitations est de 741 mm, avec 5,6 jours de précipitations en janvier et 2,4 jours en juillet. Pour la période 1991-2020, la température moyenne annuelle observée sur la station météorologique de Météo-France la plus proche, « Vauvenargues », sur la commune de Vauvenargues à 4 km à vol d'oiseau, est de 12,6 °C et le cumul annuel moyen de précipitations est de 738,1 mm. 
La température maximale relevée sur cette station est de 41 °C, atteinte le 28 juin 2019 ; la température minimale est de −12,3 °C, atteinte le 11 février 2012,,.
Les paramètres climatiques de la commune ont été estimés pour le milieu du siècle (2041-2070) selon différents scénarios d'émission de gaz à effet de serre à partir des nouvelles projections climatiques de référence DRIAS-2020. Ils sont consultables sur un site dédié publié par Météo-France en novembre 2022.

## Urbanisme

### Typologie
Au 1er janvier 2024, Saint-Antonin-sur-Bayon est catégorisée commune rurale à habitat très dispersé, selon la nouvelle grille communale de densité à 7 niveaux définie par l'Insee en 2022.
Elle est située hors unité urbaine. Par ailleurs la commune fait partie de l'aire d'attraction de Marseille - Aix-en-Provence, dont elle est une commune de la couronne,. Cette aire, qui regroupe 115 communes, est catégorisée dans les aires de 700 000 habitants ou plus (hors Paris),.

### Occupation des sols
L'occupation des sols de la commune, telle qu'elle ressort de la base de données européenne d’occupation biophysique des sols Corine Land Cover (CLC), est marquée par l'importance des forêts et milieux semi-naturels (80,8 % en 2018), une proportion sensiblement équivalente à celle de 1990 (81,6 %). La répartition détaillée en 2018 est la suivante :
milieux à végétation arbustive et/ou herbacée (43,5 %), forêts (28,6 %), espaces ouverts, sans ou avec peu de végétation (8,7 %), terres arables (8,1 %), zones agricoles hétérogènes (7,9 %), cultures permanentes (3,2 %). L'évolution de l’occupation des sols de la commune et de ses infrastructures peut être observée sur les différentes représentations cartographiques du territoire : la carte de Cassini (XVIIIe siècle), la carte d'état-major (1820-1866) et les cartes ou photos aériennes de l'IGN pour la période actuelle (1950 à aujourd'hui).

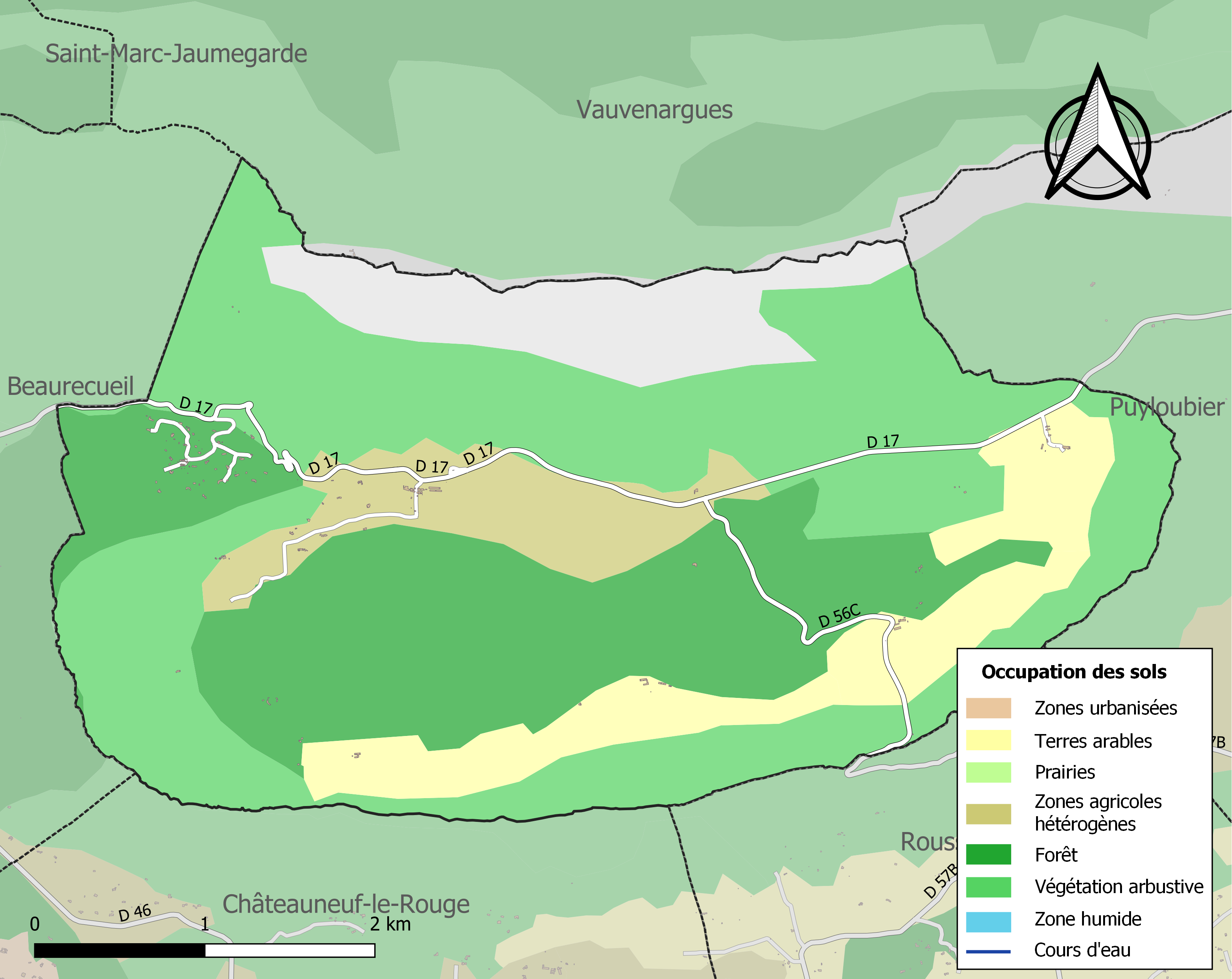
Carte des infrastructures et de l'occupation des sols de la commune en 2018 (CLC).

## Histoire

### Faits historiques
La forme attestée la plus ancienne du nom de Saint-Antonin est Sancti Antonini de Baida en 1079.

## Politique et administration
| Période                                  | Période  | Identité          | Étiquette | Qualité                    |
| ---------------------------------------- | -------- | ----------------- | --------- | -------------------------- |
| ...                                      | ...      | ...               | ...       | ...                        |
| mars 2001                                | 2014     | Lucien Duperrey   | ...       | ...                        |
| mars 2014                                | En cours | Christian Delavet | SE        | Retraité de l'enseignement |
| Les données manquantes sont à compléter. |          |                   |           |                            |

## Population et société

### Démographie
L'évolution du nombre d'habitants est connue à travers les recensements de la population effectués dans la commune depuis 1793. Pour les communes de moins de 10 000 habitants, une enquête de recensement portant sur toute la population est réalisée tous les cinq ans, les populations de référence des années intermédiaires étant quant à elles estimées par interpolation ou extrapolation. Pour la commune, le premier recensement exhaustif entrant dans le cadre du nouveau dispositif a été réalisé en 2004.

En 2022, la commune comptait 125 habitants, en évolution de +0,81 % par rapport à 2016 (Bouches-du-Rhône : +2,48 %, France hors Mayotte : +2,11 %).
| 1793 | 1800 | 1806 | 1821 | 1831 | 1836 | 1841 | 1846 | 1851 |
| ---- | ---- | ---- | ---- | ---- | ---- | ---- | ---- | ---- |
| 126  | 77   | 111  | 107  | 118  | 120  | 121  | 124  | 114  |

| 1856 | 1861 | 1866 | 1872 | 1876 | 1881 | 1886 | 1891 | 1896 |
| ---- | ---- | ---- | ---- | ---- | ---- | ---- | ---- | ---- |
| 136  | 114  | 102  | 104  | 107  | 93   | 50   | 67   | 81   |

| 1901 | 1906 | 1911 | 1921 | 1926 | 1931 | 1936 | 1946 | 1954 |
| ---- | ---- | ---- | ---- | ---- | ---- | ---- | ---- | ---- |
| 48   | 67   | 48   | 67   | 66   | 61   | 52   | 34   | 43   |

| 1962 | 1968 | 1975 | 1982 | 1990 | 1999 | 2004 | 2006 | 2009 |
| ---- | ---- | ---- | ---- | ---- | ---- | ---- | ---- | ---- |
| 48   | 55   | 80   | 150  | 167  | 165  | 137  | 131  | 142  |

| 2014 | 2019 | 2022 | - | - | - | - | - | - |
| ---- | ---- | ---- | - | - | - | - | - | - |
| 127  | 123  | 125  | - | - | - | - | - | - |

### Personnalités liées à la commune
- Léon Martinaud-Déplat, en fut le maire jusqu'à son décès soudain en 1969.

### Héraldique
| Armes de Saint-Antonin-sur-Bayon | Les armes peuvent se blasonner ainsi : De gueules à une croix alésée pattée d'argent. |

Ce blason est hérité certainement de la présence de la commanderie templière de Bayle.

## Culture et patrimoine
- Montagne Sainte-Victoire, massif calcaire où l'on peut voir de nombreux fossiles tels des œufs de dinosaure.
- Aqueduc de Saint-Antonin-sur-Bayon. Aussi dénommé « aqueduc du Tholonet », cet ouvrage de 12 km de long prend sa source sur le territoire de Saint-Antonin. Son tracé est bien identifié sur les communes de Saint-Antonin et Beaurecueil, mais pas sur la ville antique d'Aix, Aquae Sextiae. Certains archéologues émettent l'idée que cet aqueduc, essentiellement souterrain, n'avait pas vocation à desservir la ville d'Aix, mais plutôt de riches villae situées au sud de celle-ci[13].
- Un dolmen de type provençal au lieu-dit Maurély avec une chambre de 4,3 mètres de long, restauré et non couvert[18].
- Le château, avec sa façade principale et la toiture correspondante, a été inscrit en tant que monument historique en 1978[19].
- Église Saint-Antonin de Saint-Antonin-sur-Bayon.